# تولیناکروس
تولیناکروس (به انگلیسی: Tullynacross) یک روستا در بریتانیا است. تولیناکروس ۱۵۹ نفر جمعیت دارد.